# Miss E... So Addictive
Miss E... So Addictive è il terzo album in studio della rapper statunitense Missy Elliott, pubblicato negli Stati Uniti il 15 maggio 2001 dalle etichette discografiche The Goldmind Inc. ed Elektra Records.

## Il Disco
L'album raggiunge il secondo posto della classifica Top 200 di Billboard
La traccia Get Ur Freak On riceve il Grammy Award nella categoria "Best Rap Solo Performance" di quell'anno.One Minute Man diventa un'altra hit da top20, il cui video ottiene diverse nomination agli MTV Video Music Awards del 2002.

### Singoli estratti
- Get Ur Freak On - pubblicato negli USA il 6 marzo 2001[6]
- Lick Shots - pubblicato il 1º maggio 2001[7]
- One Minute Man (Remix) - pubblicato il 4 settembre 2001[8]
- Take Away - pubblicato l'8 gennaio 2001[9]
- 4 My People - pubblicato l'11 marzo 2002[10]

## Tracce
Tutte le tracce sono prodotte da Missy "Misdemeanor" Elliott, salvo ove indicato
1. ...So Addictive (Intro) (feat. Tweet) – 0:54 – Craig Brockman, Missy "Misdemeanor" Elliott (co-producer)
2. Dog in Heat (feat. Method Man & Redman) – 5:01 – Timbaland, Elliott (co-producer)
3. One Minute Man (feat. Ludacris) – 4:35 – Timbaland, Big Tank, Elliott, David Pomeranz (co-producer)
4. Lick Shots – 3:53 – Timbaland, Elliott (co-producer)
5. Get Ur Freak On – 3:56 – Timbaland, Elliott (co-producer)
6. Scream a.k.a. Itchin' (feat. Timbaland) – 3:57 – Timbaland, Elliott (co-producer)
7. Old School Joint – 4:00 – Timbaland, Elliott (co-producer)
8. Take Away (feat. Ginuwine & Kameelah Williams of 702) – 4:58 – Timbaland, Brockman, Elliott (co-producer)
9. 4 My People (feat. Eve) – 4:50 – Dante "D-Man" Nolan, Nisan Stewart, Timbaland (co-prod.), Elliott (co-prod.)
10. Bus-a-Bus Interlude (feat. Busta Rhymes) – 1:10 – Timbaland, Elliott (co-prod.)
11. Whatcha Gon' Do (feat. Timbaland) – 3:14 – Timbaland, Elliott (co-prod.)
12. Step Off – 3:58 – Timbaland, Elliott (co-prod.)
13. X-Tasy – 3:35 – Timbaland, Elliott (co-prod.)
14. Slap! Slap! Slap! (feat. Da Brat & Ms. Jade) – 4:05 – Timbaland, Elliott (co-prod.)
15. I've Changed (Interlude) (feat. Lil Mo) – 1:05 – Timbaland, Elliott (co-prod.)
16. One Minute Man (feat. Jay-Z) (Remix) – 4:35 – Timbaland, Big Tank, Elliott (co-prod.)

Tracce non presenti nella tracklist (dalla 17 alla 28 mute)
1. - – 0:03
2. - – 0:03
3. - – 0:03
4. - – 0:03
5. - – 0:03
6. - – 0:03
7. - – 0:03
8. - – 0:03
9. - – 0:03
10. - – 0:03
11. - – 0:03
12. - – 0:03
13. Higher Ground (Prelude) – 1:46 – Traccia bonus nascosta
14. Higher Ground (feat. Karen Clark Sheard, Yolanda Adams, Kim Burrell, Dorinda Clark-Cole, Mary Mary & Tweet) – 5:02 – Traccia bonus nascosta

Tracce bonus nell'edizione giapponese
1. Get Ur Freak On (Bastone & Bernstein Club Mix) – 4:56
2. Higher Ground (Prelude) – 1:46
3. Higher Ground (feat. Karen Clark Sheard, Yolanda Adams, Kim Burrell, Dorinda Clark-Cole, Mary Mary & Tweet) – 5:02

Tracce bonus nella riedizione
1. 4 My People (Basement Jaxx Remix) – 4:56
2. Higher Ground (Prelude) – 1:46
3. Higher Ground (feat. Karen Clark Sheard, Yolanda Adams, Kim Burrell, Dorinda Clark-Cole, Mary Mary & Tweet) – 5:02